# Sayaro
Sayaro est une commune rurale située dans le département de Bagassi de la province des Balé dans la région de la Boucle du Mouhoun au Burkina Faso.